# Lucio Hostilio Mancino
Lucio Hostilio Mancino (en latín, Lucius Hostilius Mancinus) magistrado romano, probablemente hijo del cónsul romano del año 170 a. C. Aulo Hostilio Mancino. 

## Carrera política
Fue legado del cónsul Lucio Calpurnio Pisón en el año 148 a. C. en el asedio de Cartago durante la tercera guerra púnica. Comandó la flota, mientras que Pisón dirigía el ejército de tierra, y, pese a algunos reveses, tuvo la gloria de ser de los primeros en entrar a una parte de la ciudad, que fue definitivamente conquistada por Escipión en el año 146 a. C..  
Cuando volvió a Roma no paró de exhibir pinturas del sitio de Cartago y de los ataques que había hecho y siempre estaba dispuesto a explicar los hechos al pueblo; debido a esto se convirtió, en consecuencia, como uno de los favoritos del pueblo, y fue elegido cónsul en el año 145 a. C. con Quinto Fabio Máximo Emiliano como colega.